# Carl Schmutz
Carl (Karl) Schmutz (* 1. Januar 1787 auf Schloss Frondsberg an der Feistritz, Koglhof bei Graz; † 20. April 1873 in Linz) war ein österreichischer Regimentskommandeur, Landwirt und Heimatkundler.

## Leben
Als Sohn des Herrschaftsverwalters Schmutz besuchte er das Gymnasium und die Universität in Graz. Seine Interessengebiete waren Jurisprudenz, Mineralogie und Botanik.
Als Österreich 1808 die Landwehr errichtete, um Napoleon entgegenzutreten, trat Schmutz ein und avancierte bald zum Oberleutnant im 3. Grazer Landwehrbataillon und zum Kompaniekommandanten. Erzherzog Johann ernannte ihn „wegen der trefflichen Abrichtung seiner Leute“ zum Hauptmann.
Im April 1809 stand die steirische Landwehr in Oberitalien unter dem Befehl des Erzherzogs Johann. Hauptmann Schmutz wurde verwundet und geriet in Gefangenschaft. Nach seiner Entlassung setzte er seine Studien in den Naturwissenschaften fort.
Im Kriegsjahr 1813 wurde sein Regiment der Böhmischen Armee zugeteilt und nahm an den Schlachten von Dresden und Leipzig sowie am Gefecht bei Hochheim am Rhein teil. 1814 marschierte er mit seiner Armee aus der Schweiz kommend in Frankreich ein.
Nach Beendigung des Krieges quittierte er den Militärdienst, kaufte den Steyrerhof bei Graz und vermählte sich 1815 mit Marie Morassi. Er betrieb praktische Landwirtschaft und bildete sich weiter in Ackerbau, Viehzucht, Geographie, Statistik, Terrainlehre, Kartographie und Geschichte.
Die Ergebnisse seiner Studien liegen in einer Anzahl von Aufsätzen vor.
Sein Hauptwerk ist das Historisch Topographische Lexikon von Steiermark, auf Kosten des Verfassers in Graz gedruckt bei Johann Andreas Kienreich 1822–23. Sieben Jahre beschäftigte er sich mit dem Sammeln der meist aus handschriftlichen Quellen stammenden Materialien für die 10.000 Artikel des Lexikons. Zu der Zeit entstand auch die Oro-hydrographische Karte des Herzogtums Steyermark, von der er später weitere Ausgaben erarbeitete.
Schmutz stand auch in Kontakt mit Erzherzog Johann und half ihm und Josef Wartinger beim Aufbau des Archivs des Landesmuseum Joanneum (heute Steiermärkisches Landesarchiv).
Das Sammeln des Materials für die umfangreiche Arbeit, die Reisekosten sowie die Druckkosten des Lexikons konnte mit den Erträgen seiner Landwirtschaft nicht finanziert werden. Er bewarb sich deshalb um eine staatliche Anstellung und wurde 1827 zum Schätzungscommissär bei der Katastralschätzung in der Steiermark ernannt. Als die k. & k. Landwirtschafts-Gesellschaft für das Land ob der Enns gegründet wurde, übernahm er deren Leitung sowie die Dienste eines Sekretärs des Industrie- und Gewerbevereins in Linz.
Er schrieb 1851 und 1852 Broschüren über den Flachsanbau, um die armen Bewohner des oberösterreichischen Mühlviertels dieser Kulturpflanze bekanntzumachen und ihnen eine bessere Existenz zu verschaffen. 1850 wurde er vom Ministerium zum landwirtschaftlichen Kongress und 1851 zum Zoll-Kongress nach Wien einberufen und vom Handelsminister als Berichterstatter für Landwirtschaft zur Weltausstellung nach London entsandt.
1855 legte Schmutz die Stelle als Sekretär des oberösterreichischen Gewerbe- und Industrievereins und 1861 die des Sekretärs der k. k. Landwirthschaftsgesellschaft in Linz nieder.
Von 1857 bis 1861 redigierte er die Landwirthschaftliche Zeitung von und für Oberösterreich und war Mitarbeiter des in Wien erscheinenden staats- und volkswirtschaftlichen Tageblattes Austria. 1857 nahm er als Delegierter der Linzer Landwirtschaftlichen Gesellschaft am internationalen statistischen Kongress in Wien teil.
Schmutz starb im Alter von 86 Jahren in Linz am 20. April 1873.

## Ehrungen
(Siehe dazu das Österreichische Biographische Lexikon 1815–1950 unter Literatur.)
- Die Landwirtschaftsgesellschaften von Salzburg, Wien, Innsbruck, Lemberg und Brünn ernannten ihn zum korrespondierenden Mitglied.
- Die Landwirtschaftsgesellschaft Dresden und der Historische Verein Graz ernannten ihn zum Ehrenmitglied.
- Im Jahr 1828 wurde er von der Königlich Preußischen Academie nützlicher Wissenschaften zu Erfurt zum korrespondierenden Mitglied ernannt.
- Im Jahr 1831 von der kgl. bayerischen Akademie der Wissenschaften in München und von den k. k. Gesellschaften für Landwirthschaft und Industrie in Kärnten und in Krain zum Ehrenmitglied ernannt.
- Ehrenmitglied des historischen Vereins für Innerösterreich[3]

## Publikationen
(Unter dem Namen Carl oder Karl Schmutz. Siehe auch das von Ilwof 1891 zusammengestellte Schriftenverzeichnis unter Literatur.)
- Steyermärkische Mineralquellen und Gesundbrunnen. In: Der Aufmerksame, Beilage der Grazer Zeitung. Nr. 147, 2. Dezember 1815, S. 2–3 (online bei ANNO). – mit Textverlusten wegen Fehlscans.
- Die Gebirge der Steyermark und die höchste Bergspitze in derselben. In: Der Aufmerksame, Beilage der Grazer Zeitung. Nr. 48, 23. April 1816, S. 1–4 (online bei ANNO).
- Die Graselhöhle an den Göser Wänden. In: Der Aufmerksame, Beilage der Grazer Zeitung. Nr. 114, 26. September 1816, S. 1–3 (online bei ANNO). – über die Grasslhöhle; siehe auch 1840.
- Die Koruzen wüthen in den Umgebungen von Straden im Jahre 1706. In: Der Aufmerksame, Beilage der Grazer Zeitung. Nr. 115, 28. September 1816, S. 1–2 (online bei ANNO). – zum Kuruzzensturm.
- Römische Alterthümer in Steyermark. In: Der Aufmerksame, Beilage der Grazer Zeitung. Nr. 119, 8. Oktober 1816, S. 4 (online bei ANNO).
- Die Land- Stadt- Sonntags- und Industrieschulen im Grätzer Kreise und die Bürgerbildungsanstalt in Grätz. In: Der Aufmerksame, Beilage der Grazer Zeitung. Nr. 143, 3. Dezember 1816, S. 1–4 (online bei ANNO). (gemeint ist Graz in früherer Schreibweise).
- Freiherr von Moscon zu Graz. Cultur und Beförderung der Botanik in Steiermark. In: Hesperus. Encyclopädische Zeitschrift für gebildete Leser. April 1817, urn:nbn:de:bvb:12-bsb10531395-8, S. 150 f. (Scan – Bayerische Staatsbibliothek).
- Die Mur, als Hauptfluß der Steyermark. In: Steyermärkische Zeitschrift, Heft 1/1821, S. 96–105 (online bei ANNO). –
mit Anton Bock: Berichtigung des im I. Hefte dieser Zeitschrift enthaltenen Aufsatzes: Die Mur, als Hauptfluß der Steyermark. In: Steyermärkische Zeitschrift, Heft 2/1821, Anhang, S. 155–156 (online bei ANNO). – Monographie zur Mur.
- Historisch Topographisches Lexikon von Steyermark. (Nebentitel: Steiermärkisches Lexikon). 4 Teile. Eigenverlag (Druck Andr. Kienreich), [Graz] 1822–23:
  - Band 1: A–G (ÖNB; urn:nbn:de:bvb:12-bsb10011205-6 = MDZ; Google Buch) – Titelzusatz: Auf Kosten des Verfassers.
  - Band 2: H–M (ÖNB; urn:nbn:de:bvb:12-bsb10011206-2 = MDZ; Google Buch) – Titelzusatz: Mit den Wappen aller 97 steyermärkischen Marktfleken in drey Steindruck-Blättern.
  - Band 3: N–Se (ÖNB; urn:nbn:de:bvb:12-bsb10011207-7 = MDZ; Google Buch).
  - Band 4: Si–Z (ÖNB; urn:nbn:de:bvb:12-bsb10011208-2 = MDZ; Google Buch).
- mit Mikitsch: Die erste Besteigung des Dachsteins oder Thorsteins am 5. August 1823. In: Der Aufmerksame. Beilage der Grazer Zeitung. 1825, Nr. 21, 22 – zur zeitgenössischen Diskussion um die Besteigung des Hohen Dachsteins.
- Die Graselhöhle bei Weiz. In: Der Aufmerksame. Beilage der Grazer Zeitung. 1840, Nr. 14.
- Vorwort. In: Chevalier Claussen: Die Flachs-Bewegung, ihre nationale Wichtigkeit und Vortheile, mit Anleitungen zur Bereitung der Flachs-Wolle und der Cultur des Flachses. Nach der 2. Ausg., London 1851, aus dem Englischen übersetzt. Veranlaßt und mit einem Vorwort versehen von Karl Schmutz. In Commission bei Heinrich Hübner in Leipzig. Linz 1851 (Scan in der Google-Buchsuche).

Kartenwerke:
- Oro-hydrographische Karte des Herzogtums Steyermark. Lithografirt von Ed. Hartwig. Gratz 1823 (1 Bl. Folio, 1:755.000).
- Neueste Specialkarte des Herzogtums Steyermark, bestehend aus fünf Karten:
  - Neueste Specialkarte des Cillier Kreises. Nach den letzten Aufnahmen gezeichnet und bearbeitet von Josef Freiherrn Gall von Gallenstein. Unter Mitwirkung des Herrn Karl Schmutz. Gratz 1831 (1 Bl. Folio. Lithogr. 1:216.000).
  - desgl. jeweils … des Gratzer Kreises …; …des Brucker Kreises …; … des Marburger Kreises … (ebd., dto.).
  - Neueste Specialkarte des Judenburger Kreises. Nach den letzten Aufnahmen gezeichnet und bearbeitet von Josef Freiherrn Gall von Gallenstein. Unter Mitwirkung des Herrn Karl Schmutz. Gratz 1831 (1 Bl. Folio. Lithogr. 1:230.400).
- Neueste Specialkarte des Herzogthums Steiermark. Nach den letzten Aufnahmen gezeichnet und bearbeitet von Josef Freiherrn Gall von Gallenstein und K. Schmutz. Gratz 1832 (5 Bll. Farbendruck. Folio. Lithogr. 1:210.000).